# Хула Віктор Олегович
Хула Ві́ктор Оле́гович — солдат резерву МВС України.
Водій військової частини 3066 Національної гвардії України.

## Нагороди
За особисту мужність і героїзм, виявлені у захисті державного суверенітету та територіальної цілісності України, вірність військовій присязі, відзначений — нагороджений
- 27 червня 2015 року — орденом «За мужність» III ступеня